# Mont Shinobu
Le mont Shinobu (信夫山, Shinobu-yama) est un inselberg culminant à 275 m d'altitude au centre de la ville de Fukushima au Japon.

## Géographie
Le mont s'élève dans le bassin de Fukushima. Il compte trois pics principaux : le mont Ha (羽山, Ha-yama) à l'ouest est le plus élevé à 275 m, le mont Haguro (羽黒山, Haguro-san) au centre atteint 260 m et le mont Kumano (熊野山, Kumano-san) à l'est fait 268 m d'altitude. En plus des trois principaux pics, l'inselberg compte les plus petits mont Tatsuishi (立石山, Tatsuishi-yama) au nord du mont Kumano à 220 m et le Tengunomori (天狗の森) à 183 m au sud-est de la colline.
Le mont Shinobu fait 2,7 km de long d'est en ouest, 1,4 km de large du sud au nord pour une circonférence de sept kilomètres.